# Bazoches-lès-Bray
Bazoches-lès-Bray település Franciaországban, Seine-et-Marne megyében. Lakosainak száma 889 fő (2022. január 1.). Bazoches-lès-Bray Saint-Sauveur-lès-Bray, Vimpelles, Courlon-sur-Yonne, Sergines, Vinneuf, Balloy, Mousseaux-lès-Bray és Mouy-sur-Seine községekkel határos.

## Népesség
A település népességének változása:
| Lakosok száma | 841  | 853  | 876  | 861  | 862  | 862  | 872  | 875  | 889  |
|               | 2013 | 2015 | 2016 | 2017 | 2018 | 2019 | 2020 | 2021 | 2022 |